# Debetnota
Een debetnota of debetfactuur is een bepaald soort factuur, namelijk een verklaring van een vordering van een verkoper aan een koper.

## Definitie
De verkoper stelt een debetnota op om de schuld van de klant in vergelijking met de oorspronkelijk opgestuurde factuur te verhogen. Mogelijke oorzaken voor een debetnota zijn:
- Een fout op de oorspronkelijke factuur ten gunste van de schuldeiser te verbeteren
- De transport- of verpakkingskosten aan te rekenen die niet gekend waren bij de opmaak van de originele factuur
- Interesten aan te rekenen voor een laattijdige betaling

In België is het verplicht om het woord "DEBETNOTA" te vermelden.